# Il duca e la ballerina
Il duca e la ballerina (Trottie True) è un film britannico del 1949 diretto da Brian Desmond Hurst.